# Анголска жирафа
Анголска жирафа (лат. Giraffa camelopardalis angolensis) је једна од 9 подврста жирафе. Насељава север Намибије и Боцване, запад Зимбабвеа и Замбије, док је из саме Анголе ишчезла. Мрље на крзну су велике, светлосмеђе, са рецкастим ивицама и простиру се све до дна ноге.